# Latok
Latok – masyw górski w Panmah Muztagh, w Karakorum. Leży na wschód od Baintha Brakk. 
Masyw składa się z czterech szczytów, są to:
- Latok I (szczyt północno-centralny), 7145 m
- Latok II (zachodni), 7108 m
- Latok III (wschodni), 6949 m
- Latok IV (południowo-wschodni), 6456 m

Wszystkie te szczyty są bardzo trudne technicznie. Północna ściana Latok I ma 2000 metrów wysokości.
Latok I został zdobyty po raz pierwszy w 1979 przez japońską ekspedycję, którą prowadził Naoki Takada. Oprócz niego byli to też: Sin'e Matsumi, Tsuneo Shigehiro, Yu Watanabe. 3 dni później na szczyt weszli jeszcze Hideo Muto, Jun'ichi Oku i Kota Endo. 
Latok II został zdobyty po raz pierwszy w 1977 r. przez włoską ekspedycję, w której skład wchodzili E. Alimonta, T. Mase i R. Valentini.
Latok III został zdobyty po raz pierwszy w 1979 r. przez japońską ekspedycję: Yoji Teranishi, Kazushige Takami i Sakae Mori.
Latok IV został zdobyty w 1980 r.